# Auguste Tilkens
Auguste Tilkens, né à Ostende, en Belgique, le 1er octobre 1869 et mort à Bruxelles le 1er décembre 1949 est un gouverneur général du Congo belge de 1928 à 1934, lieutenant général, chef de la maison militaire du roi.

## Biographie
Après ses études à l'athénée d'Ostende, Auguste Tilkens est admis à 18 ans à l'École militaire. Il est promu sous-lieutenant d'artillerie en 1889, et est détaché en qualité d'élève de l'école d'équitation d'Ypres. Il est breveté d'état-major en 1898. De 1900 à 1910, il est chargé de fonctions d'aide de camp près de plusieurs généraux.
Au début de la Première Guerre mondiale en août 1914, il commande le groupe d'artillerie de la 1ère division d'armée. Il participe à la bataille de l'Yser et se distingue à Schoorbakke, à Ramskapelle et à Nieuport. Il participe avec les troupes françaises à la défense du secteur de Dixmude. Son courage durant les combats lui vaut d'être promu officier de l'ordre de Léopold et d'être nommé major en novembre 1914. Il participe avec les troupes françaises à la défense du secteur de Dixmude.
En 1915, la ministre belge des colonies Jules Renkin fait appel à des volontaires pour participer à la campagne dans l'Est africain. Tilkens introduit sa demande immédiatement, mais elle est d'abord refusée par ses chefs hiérarchiques ne voulant pas se priver de cet officier d'élite. En novembre 1915, Tilkens se rend au Havre et plus exactement à Sainte-Adresse où s'est réfugié le gouvernement belge après l'invasion de la Belgique par l'armée allemande. Il parvient à convaincre le ministre d'accepter sa mutation vers la force publique du Congo belge. Il devient adjoint au commandant en chef de cette force publique, le général Charles Tombeur de Tabora. Tilkens s'embarque à Tilbury le 12 janvier 1916 et débarque à Mombassa le 12 février 1916, à la veille des campagnes de la force publique congolaise en Afrique de l'Est. Il participe alors à la conquête, sous l'autorité du général Charles Tombeur, du Rwanda et du Burundi, à la prise des villes de Kigoma et Mwanza, et enfin de Tabora la capitale de guerre des forces allemandes, le 19 septembre 1916. Le général Tombeur rentre en Europe et Tilkens s'embarque à Boma le 19 mai 1917 pour revenir en Belgique. Le roi Albert se l'attache en qualité d'aide de camp et Tilkens est promu colonel, le 26 décembre 1917. Il est promu général-major en 1922. Il avait entretemps commandé la division d'artillerie lourde et l'aérostation.
En 1927, le roi Albert lui demande d'abandonner son haut commandement à l'armée où il est devenu lieutenant général, pour partir au Congo belge remplacer Martin Rutten admis à la retraite, au poste de gouverneur général du Congo belge.
Le 27 décembre 1927, Tilkens est nommé gouverneur général et il entre en service le 3 février 1928. Il restera dans ces fonctions jusqu'au 31 août 1934. Durant cette période, trois ministres des colonies se succèdent à Bruxelles : Henri Jaspar, Paul Crokaert et Paul Tschoffen.
Au début de son mandat, en 1928, Tilkens accompagne le roi Albert et la reine Élisabeth durant leur voyage à travers le Congo. Suivant les vœux du roi, il poursuivra la création du parc national Albert.
Le krach de 1929 et la Grande Dépression qui s'ensuivit eurent des répercussions énormes au Congo belge, dont l'économie reposait en ordre principal sur l'exportation de matières premières. Les licenciements sont nombreux et l'équilibre budgétaire est dangereusement compromis. Pour faire face à cette situation, le gouverneur général, suivant les directives du gouvernement belge, entreprend une réforme administrative visant à réduire les coûts de fonctionnement de la colonie en procédant à une centralisation plus grande des services. En ce qui concerne la réforme de la Force Publique, le général Léopold De Koninck fut chargé de cette mission. L'étude de la réforme est complexe et longue et les résultats de celle-ci sont mis en application par les arrêtés-royaux du 29 juin 1933, du 25 septembre 1933, et du 18 décembre 1933.
Le Congo belge est, à la suite de la réforme, divisé en six provinces au lieu de quatre ; les districts sont réduits de vingt-deux à seize. Le pouvoir politique est concentré davantage dans les mains du gouverneur général. Les commissaires de provinces nommés en lieu et place des gouverneurs ne peuvent prendre que des règlements d'administrations. La réforme provoque de vifs mécontentements au sein du personnel administratif de la colonie.
À la mort du roi Albert, le 17 février 1934, débute le règne de Léopold III. Ce dernier nomme Tilkens chef de sa maison militaire et adjudant-général. En juin 1935, il l'appelle à la présidence de l'INEAC (Institut national pour l'étude agronomique du Congo belge). Tilkens exerce une influence profonde sur le développement et les activités de ce centre d'étude agriconomique et veille à unifier en son sein tous les services de recherche. Le 13 mai 1936, Tilkens est nommé président du Comité spécial du Katanga (C.S.K). Ce comité travaille en collaboration avec l'INEAC en matière de recherche. Il occupera la présidence de cet institut et de ce comité jusqu'au 1er mai 1946.
En 1940, après l'invasion allemande, Tilkens reste au côté du roi. Le 25 mai 1940, il participe au palais de justice de Bruges à la rédaction de l'acte de reddition de l'armée belge avec le procureur général Hayoit de Termincourt et les ministres Albert Devèze et Joseph Pholien. Ce fut pour Auguste Tilkens le souvenir le plus émouvant de son existence suivant les témoignages recueillis par son biographe Norbert Laure.
Auguste Tilkens meurt à Bruxelles le 1er décembre 1949.

## Distinctions
Parmi les nombreuses distinctions, il a reçu les suivantes :
- Grand-croix de l'ordre de la Couronne ;
- Grand officier de l'ordre de Léopold ;
- Grand officier de l'ordre de l'Étoile africaine ;
- Commandeur de la Légion d'honneur ;
- Grand cordon de l'ordre de Victoria (Royaume-Uni) ;
- Grand-croix de l'ordre d'Orange-Nassau ;
- Grand-croix de l'ordre du Christ en 1929 (Portugal).